# Draconarius dissitus
Draconarius dissitus är en spindelart som beskrevs av Wang 2003. Draconarius dissitus ingår i släktet Draconarius och familjen mörkerspindlar. Inga underarter finns listade i Catalogue of Life.